# مصطفى كامل (كوم حمادة)
قرية مصطفى كامل هي إحدى القرى التابعة لمركز كوم حمادة في محافظة البحيرة في جمهورية مصر العربية. حسب إحصاءات سنة 2006، بلغ إجمالي السكان في مصطفى كامل 362 نسمة، منهم 196 رجل و166 امرأة.